# Piezasteria
Piezasteria is een kevergeslacht uit de familie van de boktorren (Cerambycidae). De wetenschappelijke naam van het geslacht werd voor het eerst geldig gepubliceerd in 1976 door Martins.

## Soorten
Piezasteria omvat de volgende soorten:
- Piezasteria helenae Martins, 1985
- Piezasteria sternalis Martins, 1976